# Romain Van Eenoo
Romain van Eenoo (Sint-Andries, 1 mei 1934 - Drongen, 21 oktober 2023) was een Belgisch hoogleraar en historicus.

## Levensloop
Romain Van Eenoo was de derde van vier zonen van de aannemer in schrijnwerk Richard Van Eenoo en Martha Lievrouw.
Na lager onderwijs in de gemeenteschool van Sint-Andries, volgde Romain Van Eenoo de humaniora in het Sint-Lodewijkscollege (retorica 1953). Hij vatte de universitaire studies aan de Rijksuniversiteit Gent aan en promoveerde in 1957 tot licentiaat in de geschiedenis met de verhandeling Een bijdrage tot de geschiedenis der arbeidersbeweging te Brugge, 1864-1914. Hij werd wetenschappelijk medewerker bij het Interuniversitair Centrum voor Hedendaagse Geschiedenis en deed in 1958 zijn legerdienst, die hij beëindigde als reserve-luitenant bij de luchtdoelartillerie.
In 1960 werd hij assistent bij het Seminarie voor Nieuwste Geschiedenis, onder de leiding van professor Jan Dhondt. In 1968 promoveerde hij tot doctor in de Wijsbegeerte en Letteren, groep Geschiedenis, met een proefschrift over Partijvorming en politieke strekkingen bij de cijnskiezers te Brugge, 1830-1893 (in 1969 bekroond met de Provinciale prijs voor geschiedenis van West-Vlaanderen).
In 1968 werd hij eerst-aanwezend assistent, in 1969 werkleider bij het Seminarie voor Nieuwste Geschiedenis, in 1972 geassocieerd docent. Na het overlijden van professor Dhondt werd hij voorzitter van het Seminarie voor Nieuwste Geschiedenis, tot in 1985 alternerend met prof. Herman Balthazar.
In 1973 werd hij tot gewoon hoogleraar bevorderd. In 1986 werd hij enig directeur-diensthoofd van het seminarie, later omgedoopt tot vakgroep Nieuwste Geschiedenis. In 1990-1992 was hij decaan van de faculteit Letteren en Wijsbegeerte. Van 1992 tot 1996 was hij lid van de Raad van Bestuur van de Rijksuniversiteit Gent en van de Beleidscommissie van de faculteit Letteren en Wijsbegeerte. Aan de universiteit werd hij emeritus in 1999.
Hij ontving de Galbertusprijs vanwege de Brugse Persbond.
Van Eenoo trouwde met Regine Marcoen (†1998) en ze kregen twee zonen.

## Hoogleraar
Romain Van Eenoo werd docent en hoogleraar in de periode dat de universitaire expansie een ware explosie kende. Van een paar tientallen groeide het aantal studenten in de faculteit Wijsbegeerte en Letteren tot verschillende honderden per jaar. Dit betekende niet alleen dat cursussen gegeven moesten worden in grotere auditoria, maar ook dat de activiteiten exponentieel toenamen: seminaries met te volgen studies en geschriften, overhoringen en jaarlijkse examens.
De toegenomen activiteit drukte zich meer in het bijzonder uit in het aantal licentiaats- en doctoraatsproefschriften in de vakgroep geschiedenis waar Van Eenoo als begeleider en inspirator bij betrokken was. Over de duur van zijn professoraat was hij promotor van bijna 500 licentiaatsthesissen, met daarbij nog circa 40 doctoraatsthesissen.
Van Eenoo was een van de pioniers in het uitbreiden van het bronnenmateriaal voor de geschiedenis van de Nieuwste Tijden, meer bepaald bij het inventariseren en kritisch gebruiken van kranten en tijdschriften, die voordien als te versmaden bronnen werden beschouwd. Een groot aantal van door hem begeleide licentiaatsverhandelingen konden maar geschreven worden na het uitpluizen van het krantenarchief, in de eerste plaats van de universiteit zelf.
Gedurende 18 jaar was hij lid van de jury voor het staatsexamen voor de Belgische diplomatie.
Hij was ook gedurende meer dan een halve eeuw de man van de 'Belgische Bibliografie', door het voortouw te nemen en de coördinatie en redactie te doen van de Bibliografie van de Geschiedenis van België, die jaarlijks als een stevig volume verscheen in het Belgisch Tijdschrift voor Filologie en Geschiedenis. Sedert 1972 was hij er de directeur van.
Het volgen van de vakliteratuur resulteerde in het schrijven van talrijke boekbesprekingen.

## Gedoceerde vakken
Tijdens zijn professoraat doceerde Romain Van Eenoo onder meer over volgende onderwerpen:
- Studie van de gedrukte bronnen voor de nieuwste tijden
- Geschiedenis van de nieuwste tijden
- Encyclopedie der geschiedenis nieuwste tijden
- Oefeningen over vraagstukken uit de geschiedenis nieuwste tijden
- Instellingen van de nieuwste tijden
- Economische en sociale geschiedenis van de nieuwste tijden
- Post-graduate onderwijs in de recurrente geschiedenis
- Historische kritiek toegepast op een periode uit de geschiedenis: nieuwste tijden
- Theoretische geschiedenis
- Eigentijdse geschiedenis
- Hedendaagse sociale en economische geschiedenis
- Hedendaagse geschiedenis van handel en nijverheid
- Institutionele en politicologische begrippen en modellen met betrekking tot de geschiedenis
- Algemene encyclopedie der geschiedenis

## Engagement
Konden hoogleraren geschiedenis van verder afgelegen tijdvakken nog makkelijker uitsluitend universitair en erudiet werk presteren, dan werden hoogleraren met de nieuwste geschiedenis als onderwijsvak, veel vaker door de ruimere maatschappij, buiten de universiteit, gesolliciteerd. Van Eenoo was dan ook zeer gevraagd als spreker, inleider of debatleider op colloquia, congressen en seminaries, voor de opening van tentoonstellingen, voor het schrijven van een voorwoord of inleiding, voor het zitting nemen in talrijke jury's of examencommissies enz. Enkele voorbeelden:
- 1962: Tentoonstelling 'Geschiedenis van de Brugse Pers'
- 1973: Colloquium 'België in 1940 en het probleem van de Zeitgeschichte'
- 1973: Tentoonstelling 'Een sportverleden voor Gent'
- 1974: colloquium 'Méthodologie de l'histoire de l'information' in Parijs
- 1974: co-organisator tentoonstelling 'Zo kwam Gent van de pers'
- 1975: colloquium 'Presse et Politique' in Nanterre
- 1976: colloquium 'Presse et Politique' in Nanterre
- 1977: colloquium 'Presse et Politique' in Parijs
- 1980: lid beheerscomité wetenschappelijk comité militaire geschiedenis
- 1980: lid organiserend comité colloquium 'Geschiedenis van de Belgisch-Nederlandse betrekkingen tussen 1815 en 1945'.

Hij was ook betrokken bij talrijke activiteiten van blijvende aard. Te vermelden:
- 1969-1973: co-secretaris van het Belgisch Tijdschrift voor Nieuwste Geschiedenis
- 1970 tot 2005: lesgever 'Geschiedenis van Brugge' voor de Brugse Gidsencursus
- 1971: lid jury 'Provinciale prijs voor Geschiedenis West-Vlaanderen'
- 1972: lid Vereniging voor Economische Historici
- 1972: lid van de Raadgevende commissie van het Stadsarchief van Brugge
- 1972: secretaris-penningmeester van het Interuniversitair Centrum voor Hedendaagse Geschiedenis
- 1973: lid redactie en beheerder van het Belgisch Tijdschrift voor Nieuwste Geschiedenis
- 1974: lid provinciale adviescommissie voor de Provinciale bibliotheek en archief van West-Vlaanderen
- 1976: bestuurslid Genootschap voor Geschiedenis te Brugge
- 1978: lid Werkgroep Vredesmuseum en Memoriaal van de twee Wereldoorlogen in Ieper
- 1980: ondervoorzitter (in 1982 voorzitter) 'section histoire' van 'La Société pour le progrès des études philologiques et historiques'
- 1980-1996: voorzitter redactieraad Belgisch Tijdschrift voor Nieuwste Geschiedenis
- 1981: lid redactieraad Wetenschappelijke Tijdingen
- 1981: lid redactieraad Belgisch Tijdschrift voor Filologie en Geschiedenis
- 1983: lid van de commissie voor werving en bevordering van het Algemeen Rijksarchief
- 1995: voorzitter van de Heemkundige kring Maurits Van Coppenolle en het tijdschrift Brugs Ommeland
- 2001: Voorzitter van de 'Universiteit van de Derde Leeftijd', nu 'Wetenschappelijke Nascholing'[2] en Davidsfonds

## Publicaties
- Een bijdrage tot de geschiedenis der arbeidersbeweging te Brugge, 1864-1914, Leuven-Parijs, 1959.
- De pers te Brugge, 1792-1914. Bouwstoffen, Leuven-Parijs, 1961.
- De Daensisten te Brugge, in: Handelingen van het XXVe Vlaams Filologencongres, 1963.
- Jan Breydel en Pieter De Coninc en het Algemeen Stemrecht, in: Biekorf, 1966.
- Economische crisis en Vlaamse Beweging. Reacties in de Brugse pers (september 1830 - februari 1848), in: Tijdschrift voor Sociale Wetenschappen, 1969.
- Van een pressofiel en oude Brugse kiesbladen, in: Album kunstschilder Guillaume Michiels, Brugge, 1969.
- De initiatieven op persgebied van de Westvlaamse bisschoppen (1834-1852), in: Belgisch Tijdschrift voor Nieuwste Geschiedenis, 1970.
- Postrevolutionaire contestatie. Priester Beeckman en zijn blad 'Het Brugsche Vrije' (1848-1853), in: Standen en Landen, 1972.
- Een vreemde vrouw in Diksmuide. Maria Van Ackere-Doolaeghe, 1976.
- Historiek van de Kamer van Koophandel en Nijverheid van het Gewest Gent, 1979.
- De evolutie van de kieswetgeving in België van 1830 tot 1919, in: Tijdschrift voor Geschiedenis, 1979.
- 1830 te Brugge, 1981.
- Het ontstaan van Brugge-Zeehaven, in: Brugge en de Zeehaven, Mercatorfonds, 1982.
- Sociale werken (1834-1914), 1984.
- (met Sven Vrielinck) IJveren voor Geschiedenis. 150 jaar Genootschap voor Geschiedenis 'Société d'Emulation' te Brugge, Brugge, 1988.
- Julius Hoste en Het Laatste Nieuws, in: Vader Hoste, Liberaal Archief, 1989.
- Van koloniale naar Nationale loterij, in: Loterij in Europa. Vijf eeuwen geschiedenis, Brussel, 1994.
- Niet de natuur maar Brugge schiep zijn zeehaven, in: 100 Jaar Zeehaven Brugge, Brugge, 1995.
- (met Anne Serlet) Auguste de Maere, 2000, ISBN 90 762 2970 8.
- Het ontstaan van de Liberale Partij te Brugge, in: De charme van de rede, Gent, 2004.

- Biografieën in het Nationaal Biografisch Woordenboek:
  - Léon Ruzette, 1964
  - Benoît Vrambout, 1966
  - Adolphe de Vrière, 1966

Romain van Eenoo heeft meegewerkt aan talrijke verzamelwerken:
- Oosthoek Encyclopedie
- Acta Historiae Neerlandicae[3]
- Nieuwe Algemene Geschiedenis der Nederlanden
- Encyclopedie van de Vlaamse Beweging, ISBN 90 209 0455 8
- Nieuwe encyclopedie van de Vlaamse Beweging, ISBN 90 209 3042 7
- Geschiedenis van Deinze, voor wat betreft de moderne en nieuwste tijden (Walter Prevenier voor de middeleeuwen). In een deel 3 werd pionierswerk verricht door de geschiedenis te schrijven van de verschillende deelgemeenten die nu deel uitmaken van het 'Groot Deinze'.